# Üllershausen
Üllershausen ist ein Stadtteil von Schlitz im mittelhessischen Vogelsbergkreis.

## Geografie
Der Ort liegt südlich im Stadtgebiet von Schlitz an der Fulda. Durch das Dorf verläuft die Landesstraße 3143.

## Ortsgeschichte

### Mittelalter
Die Ersterwähnung des Ortes stammt aus der Zeit zwischen 1100 und 1150: „... de ^Ödelricheshusen et Hartradeshusen“. Das Kopiar, in dem sich die Nennung des Ortes befindet, wurde um 1160 verfasst und ist der berühmte Codex Eberhardi. Zwischen 1350 und 1500 heißt es in einem weiteren Kopiar „... zco Ulrichshusen“.
In neuzeitlichen Akten aus dem Jahr 1613 heißt es „Ullerßhausen“.
Die Namensforschung deutet den Ortsnamen als „Siedlung des Uodilich“.
Am 14. April 1361 verschrieb Gottfried, Dechant des Stifts Johannesberg bei Fulda von dem Hof zu „Ulbrichshausen“ (Üllershausen) 53 Schillinge Turnose und 6 Viertel Korn an dem Hof zu Großenlüder, welcher dem Berthold von Serme gehörte.

### Neuzeit
Am 20. September 1578 versprach Hans von Schlitz, dem Eustachius von Schlitz, genannt von Görtz, die von ihm empfangenen Güter in Bernshausen, Fraurombach, Pfordt und Üllershausen wieder zurückzugeben, falls er es verlange.
Üllershausen gehörte zur Herrschaft Schlitz. Hier galten die Schlitzer Verordnungen aus dem 18. Jahrhundert zusammen mit Teilen des Fuldischen Rechts als Partikularrecht. Das Gemeine Recht galt nur, soweit diese speziellen Regelungen für einen Sachverhalt keine Bestimmungen enthielten. Dieses Sonderrecht behielt seine Geltung auch während der Zugehörigkeit zum Großherzogtum Hessen im 19. Jahrhundert. In der gerichtlichen Praxis wurden die Verordnungen aber nur noch selten angewandt. Das Partikularrecht wurde zum 1. Januar 1900 von dem einheitlich im ganzen Deutschen Reich geltenden Bürgerlichen Gesetzbuch abgelöst.
Am 31. Dezember 1971 wurde Üllershausen im Zuge der Gebietsreform in Hessen in die Stadt Schlitz eingegliedert.
Sehenswert ist die im 17. Jahrhundert erbaute Zehntscheune, die 1979 renoviert wurde.
Für die unter Denkmalschutz stehenden Gebäude des Ortes siehe die Liste der Kulturdenkmäler in Üllershausen.

## Politik
Ortsvorsteher ist Marcel Eurich (Stand Februar 2022).

## Kirche
Die Kirche wurde 1584 erwähnt, soll aber einen Vorgängerbau gehabt haben.